# 1753
1753 (MDCCLIII) var ett normalår som började en måndag i den gregorianska kalendern och ett normalår som började en fredag i den julianska kalendern.

## Händelser

### Februari
- 17 februari – Denna dag blir den sista i februari i den svenska almanackan detta år. För att övergå från den julianska till den gregorianska kalendern (som vid denna tid går elva dagar före den julianska) stryks de sista elva dagarna i februari detta år och dagen följs alltså direkt av 1 mars. Många svenskar anser därmed att staten har stulit elva dagar av deras liv.[1]

### Juni
- 7 juni – British Museum grundas [2]

### Juli
- 24 juli – Kungliga Svenska Vitterhetsakademien instiftas av drottning Lovisa Ulrika, efter fransk och preussisk modell. Olof von Dalin blir sekreterare och Anders Johan von Höpken drar upp riktlinjen för akademiens arbete. Vitterhetsakademien ska främja humanistiska framsteg.

### September
- 20 september – Den svenska Vetenskapsakademiens observatorium i Stockholm invigs.

### Okänt datum
- Carl von Linné ger växten hampa det latinska namnet Cannabis sativa, vilket sedermera leder till, att den i drogsammanhang kommer att kallas cannabis.
- Det nya slottet i Stockholm står efter 56 år färdigt så svenska kungafamiljen kan flytta in.
- Kina slott uppförs på Drottningholm. Slottet blir en överraskning från Adolf Fredrik till Lovisa Ulrika på hennes födelsedag.
- Västerås slott står nu färdigt efter återuppbyggnaden.
- Kung Adolf Fredrik utses till Svenska Frimurare Ordens förste höge beskyddare.
- En instruktions utfärdas i Stockholm där eleverna vid stadens församlingars kyrkoskolor ska undervisas i skrivning, läsning, räkning, historia, geografi, uppsatskrivning, naturlära och ritning.[3]

## Födda

### Första kvartalet

#### Januari
- 11 januari – Charlotte Buff, tysk berömdhet. (död 1828)

#### Februari
- 11 februari
  - François-Paul de Brueys d’Aigalliers, fransk sjömilitär. (död 1798)
  - Jonas Galusha, amerikansk politiker, guvernör i Vermont 1809–1813 och 1815–1820. (död 1834)

#### Mars
- 8 mars – William Roscoe, brittisk historiker. (död 1831)

### Andra kvartalet

#### April
- 13 april – Frederick Frelinghuysen, amerikansk general och politiker, senator 1793–1796. (död 1804)
- 28 april – Franz Karl Achard, tysk kemist och fysiker. (död 1821)

#### Maj
- 26 maj – Johann Friedrich Anthing, tysk silhuettmålare. (död 1805)

#### Juni
- 13 juni – Johan Afzelius, svensk kemist. (död 1837)
- 29 juni
  - Fredrik von Ehrenheim, svensk friherre, ämbetsman, diplomat och hovkansler samt kanslipresident 1801–1809. (död 1828)
  - Samuel J. Potter, amerikansk politiker, senator 1803–1804. (död 1804)

### Tredje kvartalet

#### Juli
- 2 juli – Hedda von Fersen, svensk hovfunktionär, äldre syster till Axel von Fersen d.y. (död 1792)
- 4 juli – Jean-Pierre Blanchard, fransk luftfartspionjär. (död 1809)
- 19 juli – Richard Potts, amerikansk jurist och politiker, senator 1793–1796. (död 1808)

#### Augusti
- 19 augusti – Matvej Platov, rysk militär. (död 1818)

#### September
- 4 september – Carl Odelstierna, svensk militär. (död 1795)
- 9 september – George Logan, amerikansk politiker, senator 1801–1807. (död 1821)
- 10 september – John Soane, brittisk arkitekt. (död 1837)
- 16 september – Märta Helena Reenstierna, även känd som Årstafrun. (död 1841)

### Fjärde kvartalet

#### Oktober
- 8 oktober – Sofia Albertina, svensk prinsessa, dotter till Adolf Fredrik och Lovisa Ulrika av Preussen. (död 1829)
- 15 oktober – Elizabeth Inchbald, brittisk författare och skådespelare. (död 1821)

#### November
- 27 november – Henry Tazewell, amerikansk jurist och politiker, senator 1794–1799. (död 1799)

#### December
- 19 december
  - John Taylor Gilman, amerikansk federalistisk politiker, guvernör i New Hampshire 1794–1805 och 1813–1816. (död 1828)
  - John Taylor, amerikansk politiker, senator 1792–1794, 1803 och 1822–1824. (död 1824)
- 24 december – Anders Gamborg, dansk filosof. (död 1833)
- 25 december – Louis-Alexandre de Launay, greve d'Antraigues, fransk diplomat och äventyrare. (död 1812)

## Avlidna
- 11 januari – Hans Sloane, brittisk samlare och naturforskare, grundare av British Museum.
- 14 januari – George Berkeley, irländsk filosof.
- 13 juli – Sten Carl Bielke, svensk friherre, ämbetsman, vetenskapsman och riksdagsledamot.
- 3 augusti – Gabriel Gyllengrip, svensk friherre och ämbetsman, landshövding i Västerbottens län.
- 5 augusti – Charlotta Elisabeth van der Lith, politiskt aktiv guvernörsfru i Surinam.
- 19 augusti – Balthasar Neumann, tysk arkitekt.
- 16 september – Georg Wenzeslaus von Knobelsdorff, tysk arkitekt.
- Giuseppe Sardi, italiensk arkitekt.

### Fotnoter
1. ↑  Hadenius, Stig; Nilsson, Torbjörn; Åselius, Gunnar (1996). Sveriges historia – vad varje svensk bör veta. Bonnier Alba
2. ↑  http://www.britishmuseum.org/about_us/the_museums_story/general_history.aspx läst 151023
3. ↑  Du Rietz, Anita, Kvinnors entreprenörskap: under 400 år, 1. uppl., Dialogos, Stockholm, 2013